# Abies pinsapo
Abies pinsapo là một loài thực vật hạt trần trong họ Thông. Loài này được Boiss. miêu tả khoa học đầu tiên năm 1838.